# Homesick (canción de Dua Lipa)
«Homesick» (En español: «Nostalgico») es una canción de la cantante albano-británica Dua Lipa con la participación vocal sin acreditar de Chris Martin, vocalista de la banda inglesa de rock alternativo Coldplay. Escrita por Dua Lipa y Martin, se incluyó como la canción final de la edición estándar de su álbum debut Dua Lipa. Musicalmente, Homesick es una balada de piano, en la que en su letra habla de la soledad. El 1 de diciembre de 2017, Warner Bros. la lanzó como sencillo promocional digital en Estados Unidos, y más tarde ese mimo mes, se envió al airplay en Bélgica y Países Bajos, colocándose en las listas de éxitos musicales en ambos países.

## Antecedentes

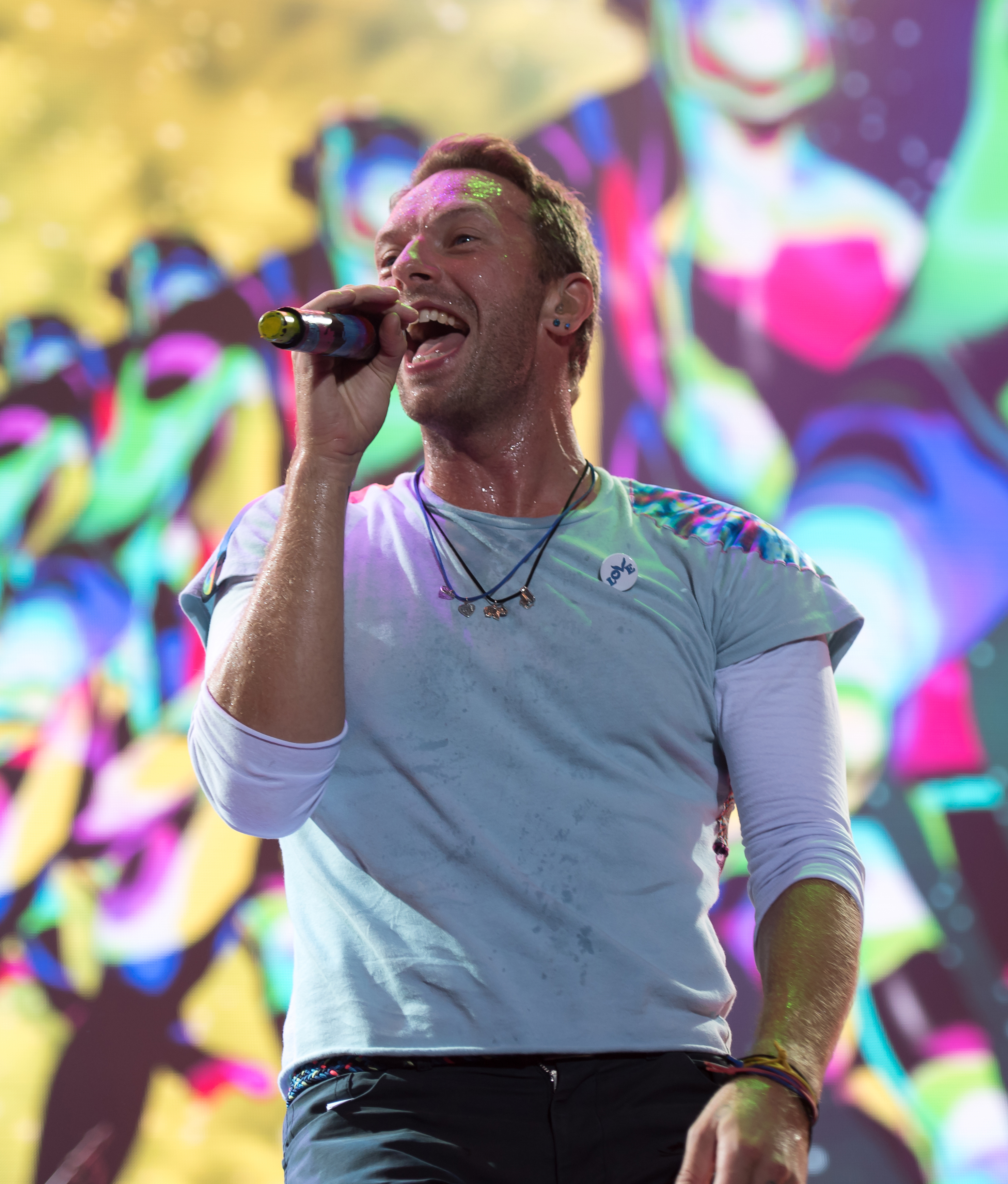
La canción cuenta con la voz sin acreditar del vocalista de Coldplay, Chris Martin.

A principios de 2017, Lipa viajó a  Malibu para grabar con Chris Martin. Lipa dijo que la canción se agregó de última hora, y agregó que se trata de la «más hermosa» de Dua Lipa. Lipa reveló la colaboración el 8 de mayo de 2017, durante una presentación en Singapur.

## Recepción

### Crítica
«Homesick» recibió comentarios positivos de la prensa especializada, quienes alabaron la letra e instrumentación. Neil Z. Yeung de AllMusic dijo que «Homesick» «revela las vulnerabilidades y blandura de Lipa» y señaló las similitudes entre la pista «Everglow» de Coldplay, que también escribió Martin. También afirmó que la canción es muy diferente del resto de las que integran el álbum, y la elogió diciendo que era «un excelente primer esfuerzo» Ben Hogwood de musicOMH, mientras escribía sobre el álbum Dua Lipa, alabó al dúo diciendo que «trae algo de ternura y una genuina sensación de anhelo».

## Créditos
Créditos adaptados de las notas de Dua Lipa.
- Dua Lipa – voz
- Chris Martin – coros adicionales, piano
- John Davis – masterización
- DJ Swivel – mezcla
- Alekes Von Korff – asistente de ingeniería
- Bill Rahko – ingeniería

## Listas

### Semanales
| País         | Lista                | Mejor posición | Ref.    |
| 2015-16      | 2015-16              | 2015-16        | 2015-16 |
| ------------ | -------------------- | -------------- | ------- |
| Bélgica      | Ultratop 50 Flanders | 73             | [ 9 ]   |
| Países Bajos | Dutch Top 40         | 2              | [ 10 ]  |
| Países Bajos | Single Top 100       | 14             | [ 11 ]  |

### Anuales
| País         | Lista             | Posición | Ref.   |
| 2018         | 2018              | 2018     |        |
| ------------ | ----------------- | -------- | ------ |
| Bélgica      | Ultratop Flanders | 47       | [ 12 ] |
| Países Bajos | Dutch Top 40      | 16       | [ 13 ] |

### Certificaciones
| Territorio | Organismo certificador | Certificación | Ventas certificadas | Ref.   |
| ---------- | ---------------------- | ------------- | ------------------- | ------ |
| Bélgica    | BEA                    | Oro           | 15 000              | [ 14 ] |